# Tournure

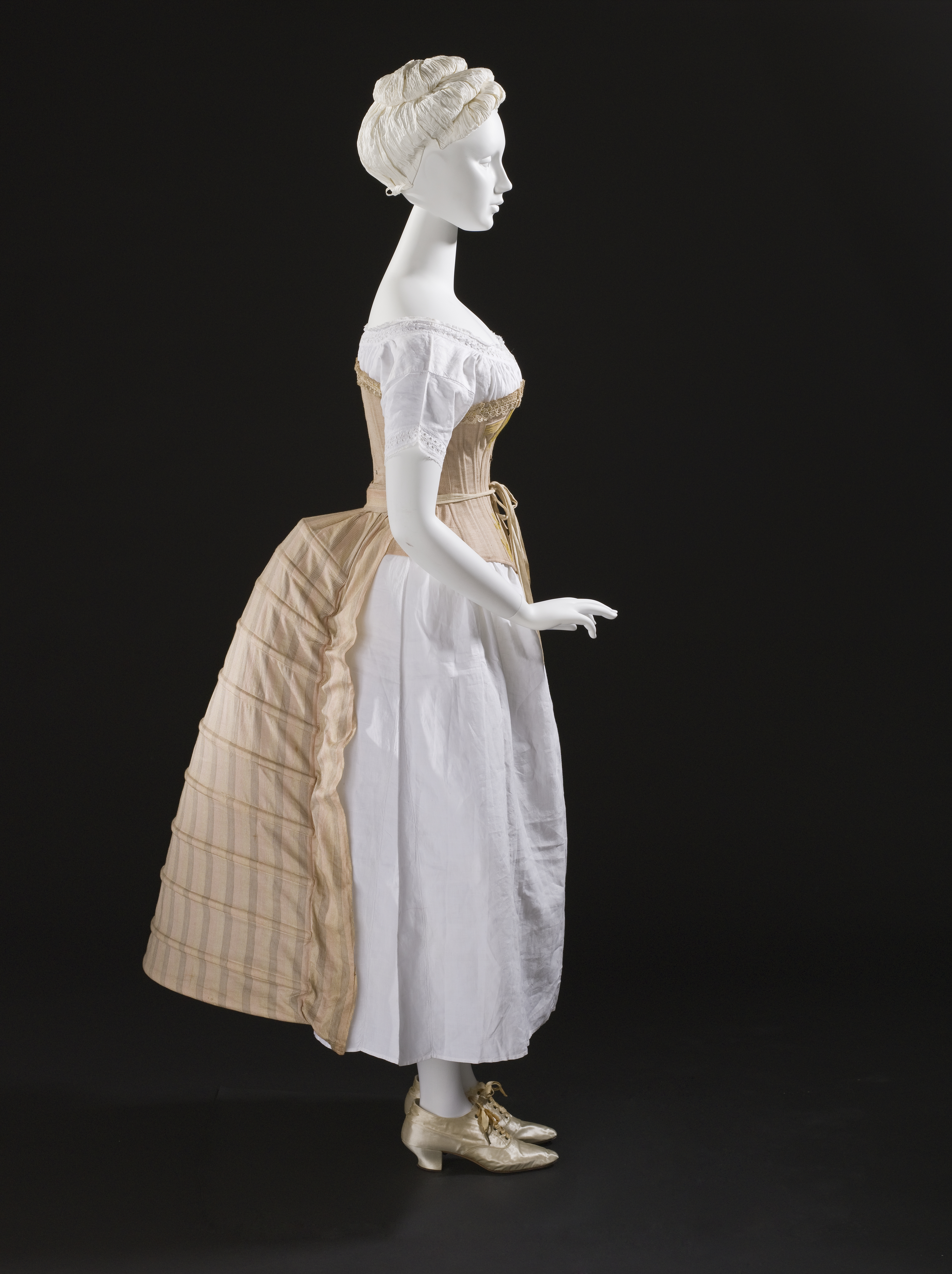
Tournure, années 1880

La tournure est un vêtement de dessous ayant existé d'environ 1869 à 1888 ; elle est souvent considérée comme une évolution de la crinoline.
Comme cette dernière, elle est placée sous le jupon, attachée juste en dessous de la taille, et soutient l'ensemble des jupons, jupes et draperies de dessus (en vogue surtout dans les années 1880) ; et elle est, elle aussi, constituée d'un réseau de baleines métalliques horizontales, soutenues par des bandes verticales. Cependant, elle ne couvre plus que l'arrière : elle est ouverte devant. Sa forme est également différente ; moins évasée en cloche, elle donne à l'arrière de la jupe un aspect caractéristique qui souligne les reins et justifie par ses rembourrages le terme familier de faux cul.
Crinoline et tournure ont exactement la même fonction déjà recherchée à d'autres époques avec le vertugadin et ses dérivés : soutenir l'ampleur de la jupe, et par là souligner par contraste la finesse de la taille ; toute la mode du XIXe siècle visant à accentuer les courbes féminines naturelles par le double emploi du corset affinant la taille et d'éléments accentuant la largeur des hanches (crinoline, tournure, drapés bouffants…).

## Histoire
La mode féminine a régulièrement cherché à souligner la finesse de la taille pour valoriser la poitrine et les épaules qui se dénuderont progressivement au cours des siècles. L'une des innovations majeures est le vertugadin venu d'Espagne à la fin du XVe siècle : les arceaux apportent de l'ampleur à la robe en lui donnant une forme de cloche et ses variantes seront nombreuses dans l'histoire de la mode. 

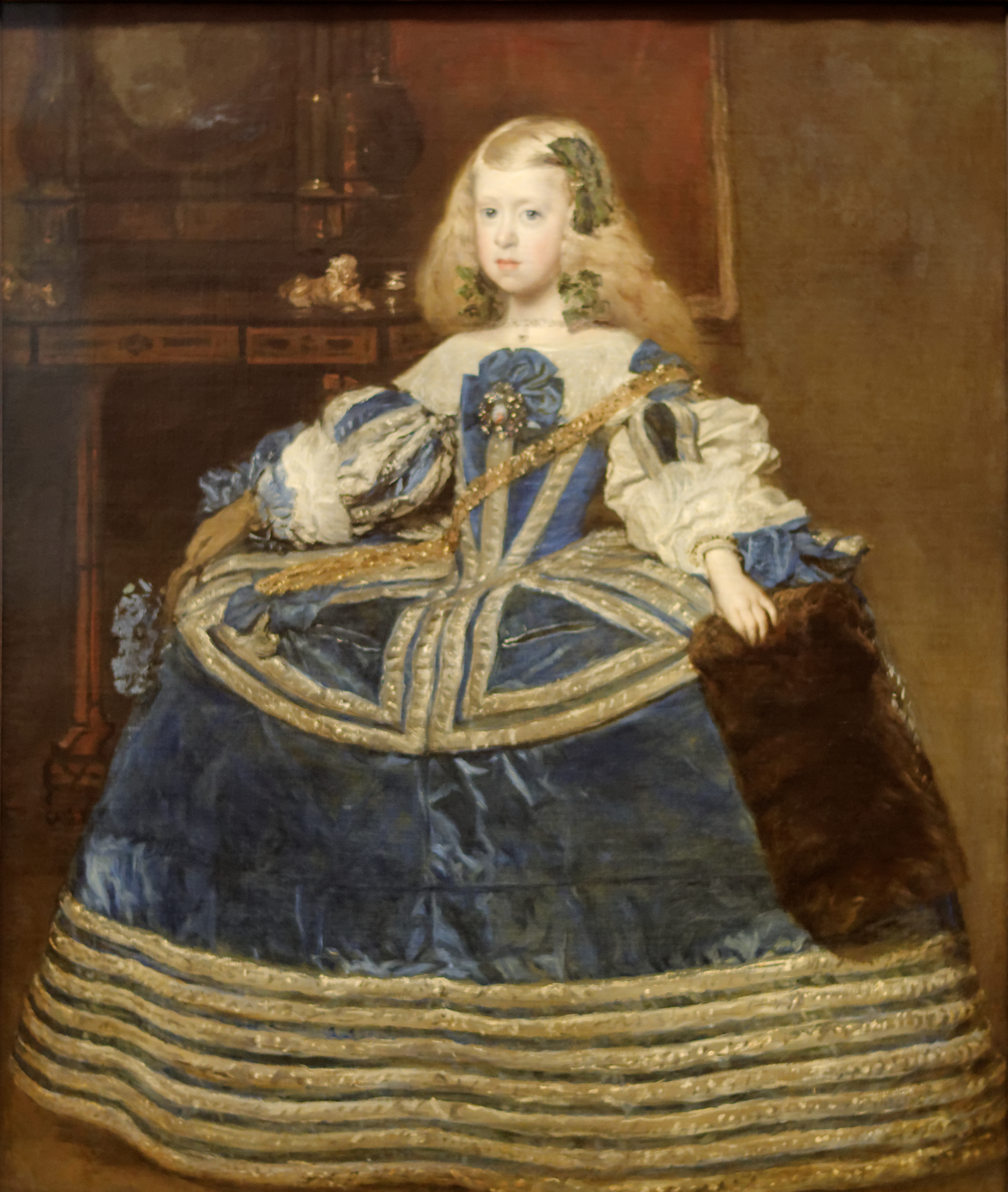
Vertugadin de l'Infante Marguerite en bleu par Diego Velasquez (1659)

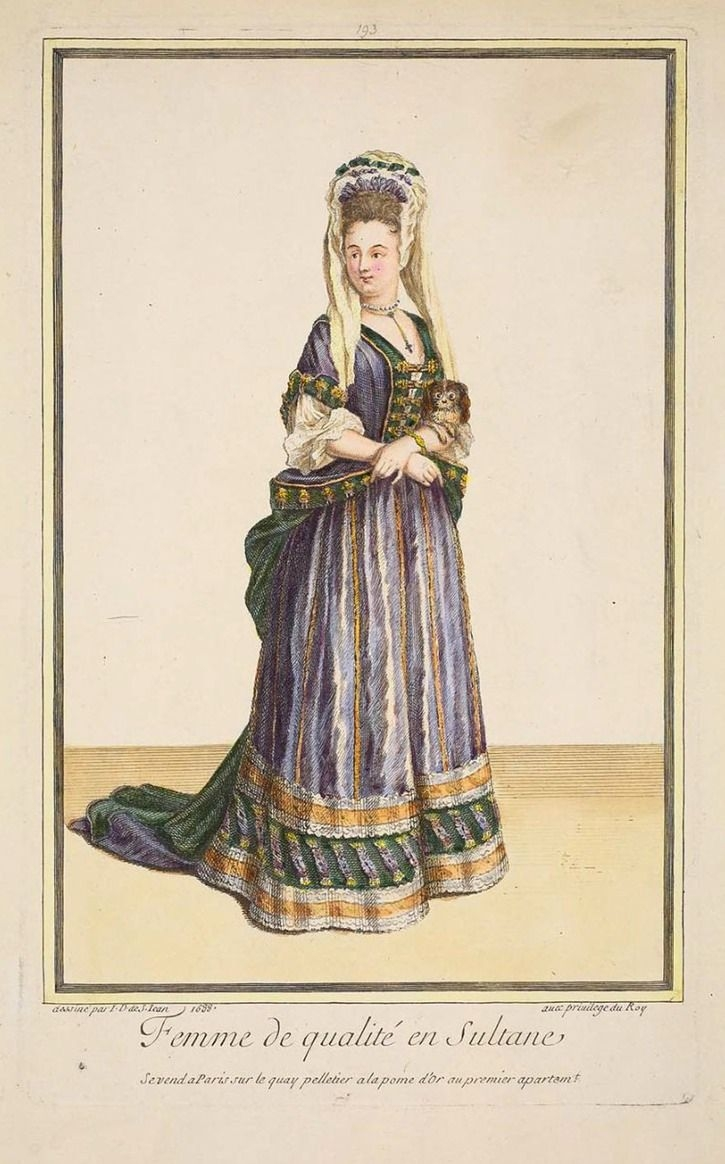
« Cul de Paris » avec Manteau (vers 1685–90)

L'une d'elles est particulièrement notable, il s'agit du « faux-cul » qui  vise à souligner le fessier féminin, la femme callipyge ayant souvent été un idéal esthétique. Ainsi, dissertant sur la beauté féminine, un auteur du XVIe siècle parle des femmes qui « bourrent leur derrière pour être par là estimées ».
La mise en valeur de la cambrure des reins des femmes s'accentue à la fin du XVIIe siècle : on parle alors de « polisson », plus crûment de « hausse-cul » ou encore « hausse fesse » (comme on appelle le jupon « garde cul » au XVIe siècle)) ; le rembourrage est alors placé sous la jupe. Un « miroir de beauté » plusieurs fois réédité sous Louis XIV donne ce conseil : « La femme mettra sur les hanches un vertugalon ou hausse-cul rembourré médiocrement, par ce moyen leurs corps se montreront grêles, bien formés, & beaux, ce que savent bien faire les Flamands »). Le Trésor de la langue française donne une citation éclairante de Théophile Gautier : « Les dames et demoiselles quelconques, qui, pour suppléer au manque de rondeur de certaines parties, portent ce que madame de Genlis appelle, tout crûment, un polisson, et que nous nommons une tournure ». 
Cependant au milieu du XVIIIe siècle, les « robes à la française » (ou à la Watteau) qui signent l'élégance du temps de Louis XV se caractérisent par le buste ajusté et les hanches élargies sur les côtés, la silhouette restant plate devant et derrière. 
L'innovation apparaît à partir de 1772 avec les « robes à la polonaise », plus courtes et plus souples : le soulignement des reins par des drapées extérieures caractérise ces premières « tournures » : « l'arrière de la jupe est remonté à l'aide de cordon puis divisé en trois parties drapées. Ce nom étrange ne veut pas dire que la mode venait de Pologne mais fait allusion au premier partage de la Pologne en trois en 1772. Une variante dite « à l'anglaise » qui comporte des plis cousus au niveau des reins, parfois avec un rembourrage intérieur, se répand dans l'aristocratie anglaise : cette mode adoptée en France par Marie-Antoinette gagne toute l'Europe puis disparaît quelques années plus tard, à partir de 1780 quand la reine devenue mère en décembre 1778 devient moins coquette et donne un nouveau ton plus naturel. 
Évolution de la mode au XVIIIe siècle :

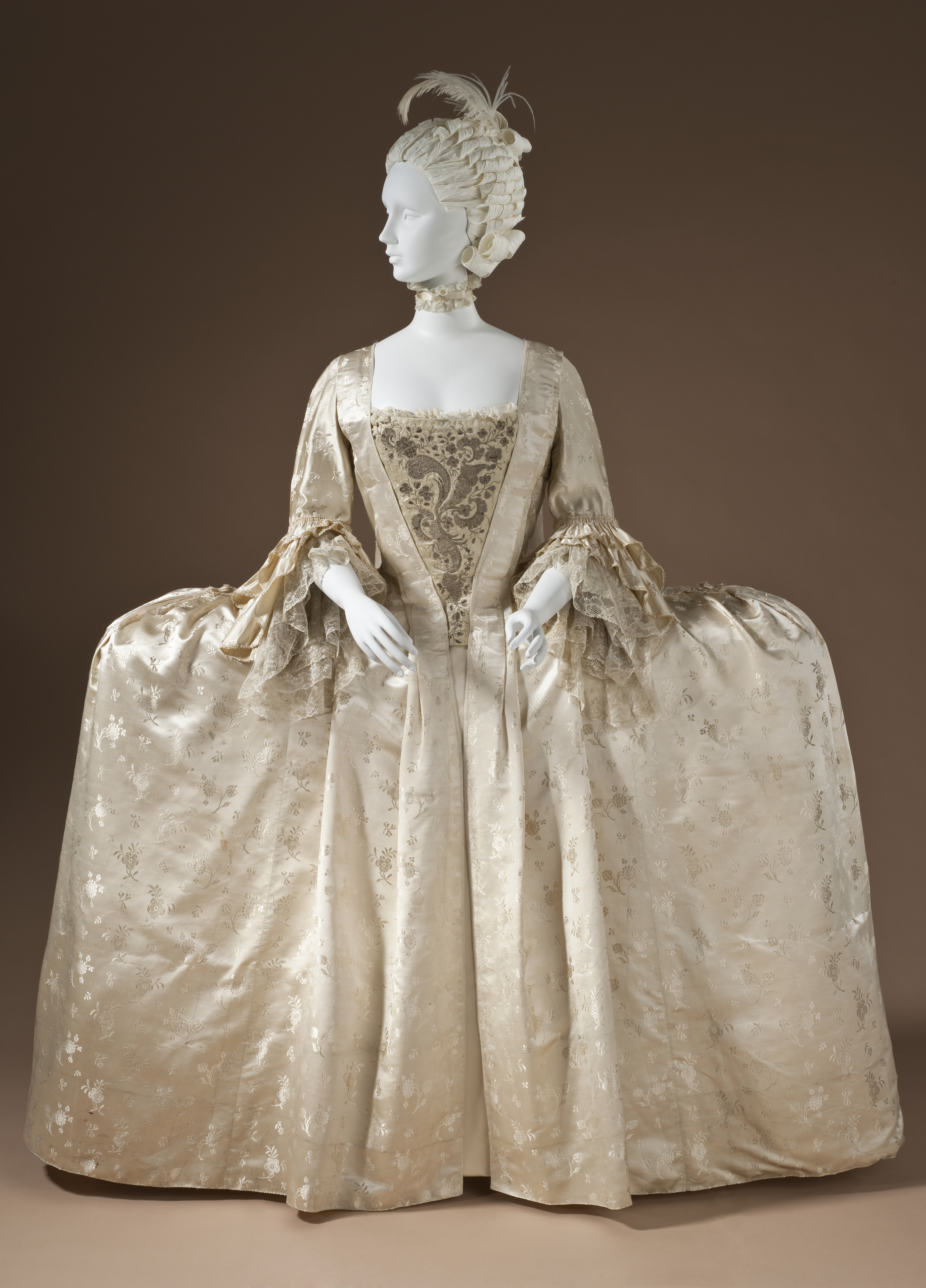
Robe à la française de face, Angleterre, vers 1765
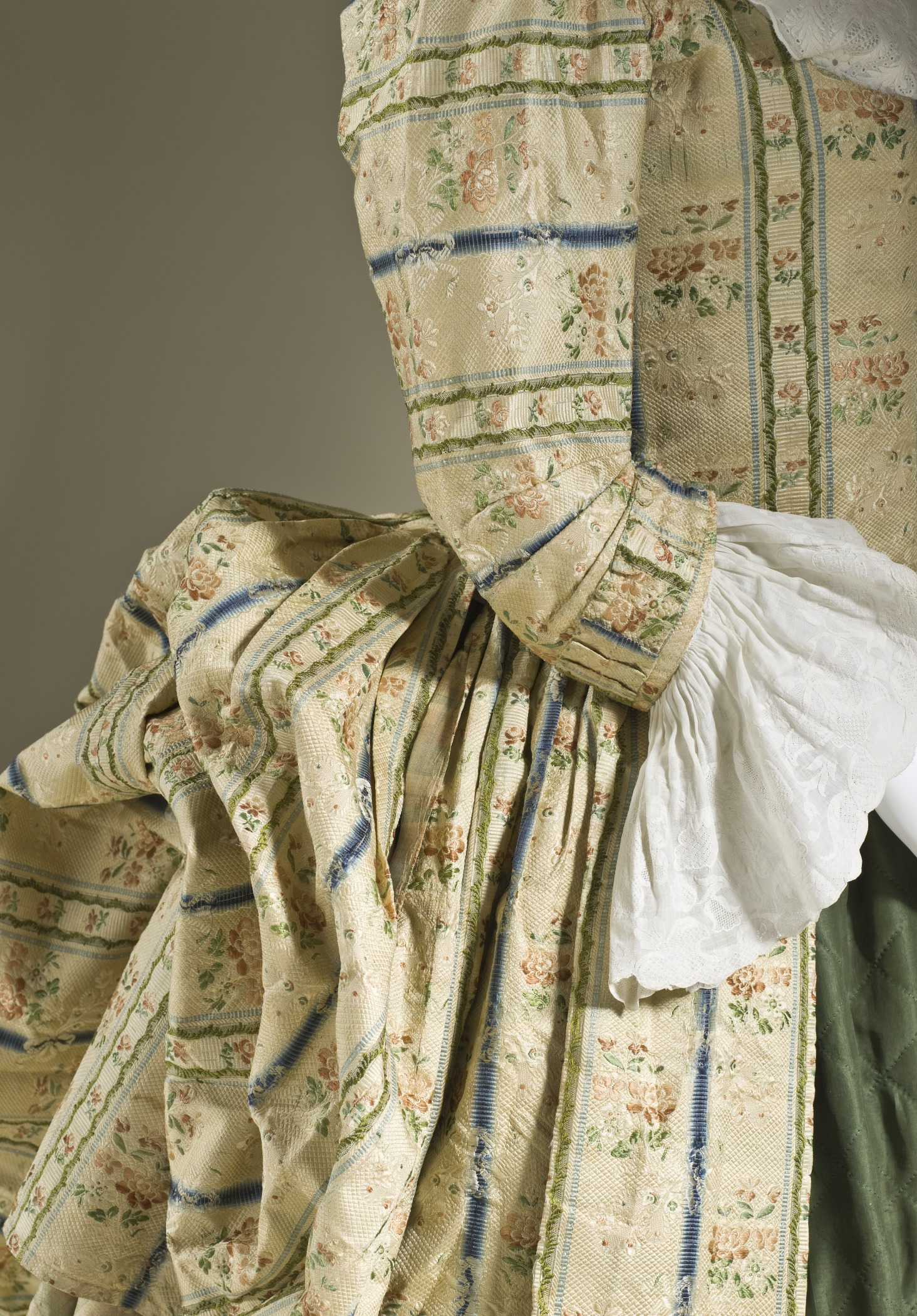
Robe à la Polonaise vers 1775 – gros-plan
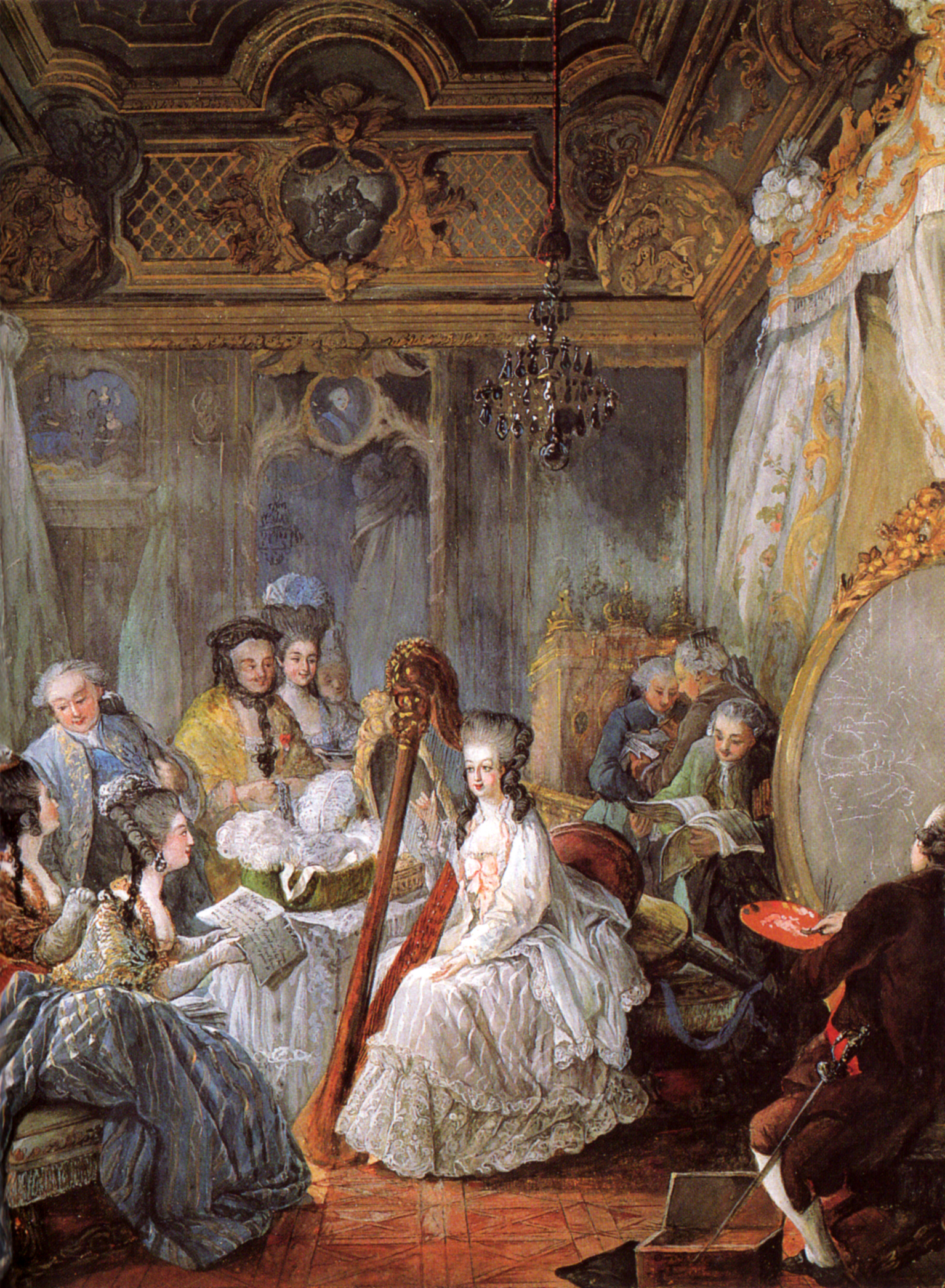
Marie-Antoinette en robe à la Polonaise – 1774 ou 1777, par Gautier-Dagoty
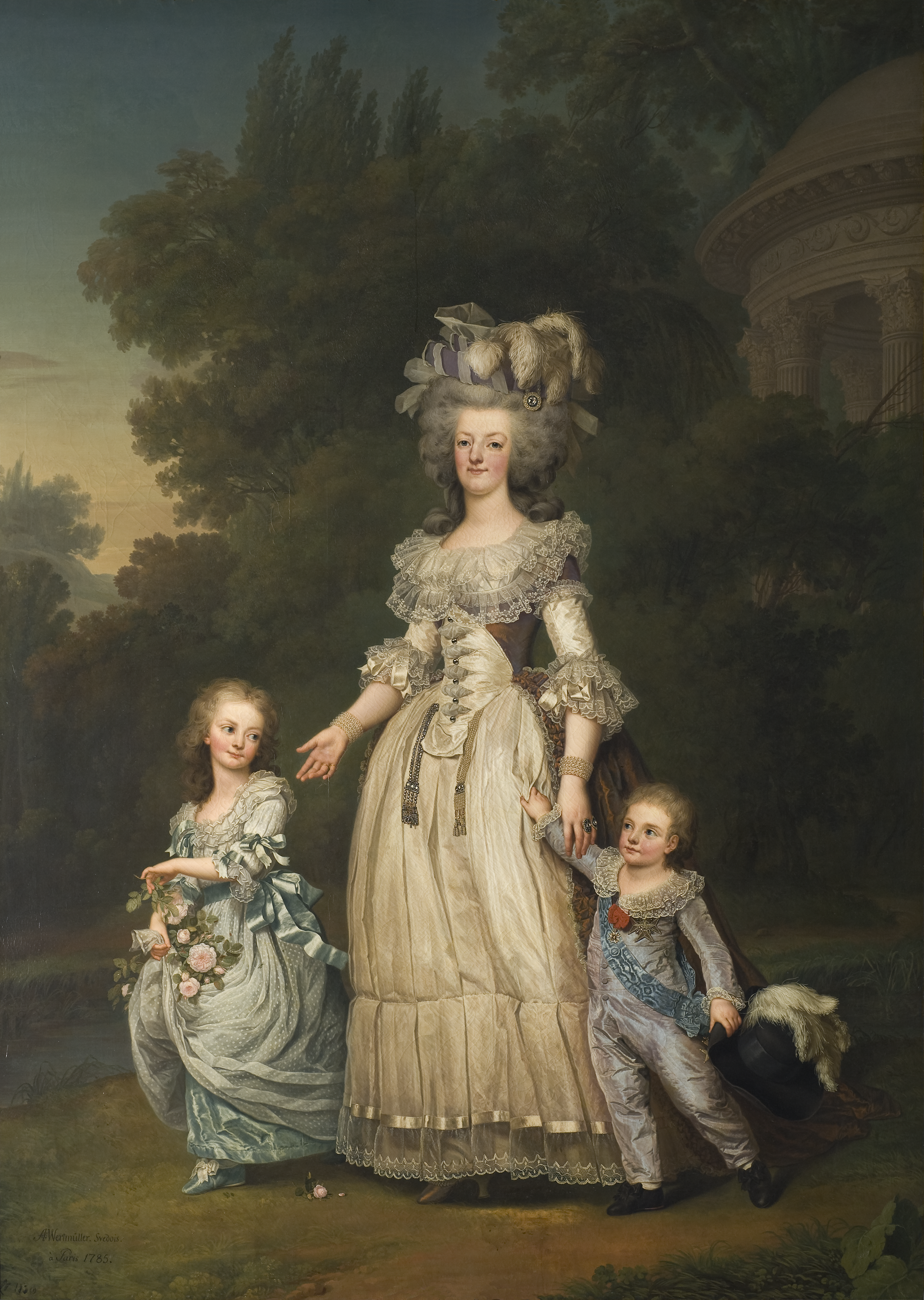
Marie-Antoinette en robe moins ample en 1785 par Wertmüller

Dans les années 1830, apparaît d'abord dans les classes aisées de la société la multiplication des jupons dont certains sont en crin pour rigidifier la jupe : c'est la naissance de la « crinoline ». Le mot, repéré en 1829, vient de « crin » et Flaubert le définit ainsi : « jupon rigide et bouffant servant à soutenir la jupe » (Champs et grèves, p. 381 ?, écrit en 1847-1848). Le mot « tournure » qui s'applique à l'allure générale est employé dans un nouveau sens par Honoré de Balzac en 1846 pour évoquer jupons et robes agités « de la façon la plus andalouse ». La masse malcommode de ces jupons conduit à la mise au point vers 1845-1850 d'un support en osier ou en os de baleine : l'ampleur donnée à la jupe peut alors être considérable. 
À la fin du Second Empire, la crinoline évolue en perdant sa forme circulaire : appelée alors « crinolette » ou « demi-crinolette », elle se réduit à la partie arrière et donne un effet de traîne. C'est l'amorce de la première tournure qui présentera une forme plus arrondie de panier. 
On souligne de nouveau la proéminence artificielle des reins par le recours au « faux-cul » dont le couturier Charles Frederick Worth lance la mode vers 1865/1867. On nomme bientôt pudiquement cet artifice « la tournure » (« la tournure, fille rétrécie de la crinoline » écrit Flaubert), peut-être par analogie avec les arrondis de la calligraphie et en se référant par métonymie à l'allure générale de la silhouette. L'élargissement postérieur est alors associé au corset pour faire paraître la taille encore plus mince. La tournure passe un peu de mode avant de revenir sous une forme accentuée dans les années 1882-1886 : le faux-cul est plus prononcé et comporte divers systèmes comme le « strapontin » rétractable lorsque la femme s’assoit et souvent un nœud volumineux placé dans le bas du dos souligne encore la cambrure comme dans la « jupe à retroussis ». Des variantes nombreuses apparaissent au gré des modes annuelles comme les « queues d'écrevisse » qui se prolongent en draperies en cascades le long du dos. 
Évolution de la crinoline à la tournure :

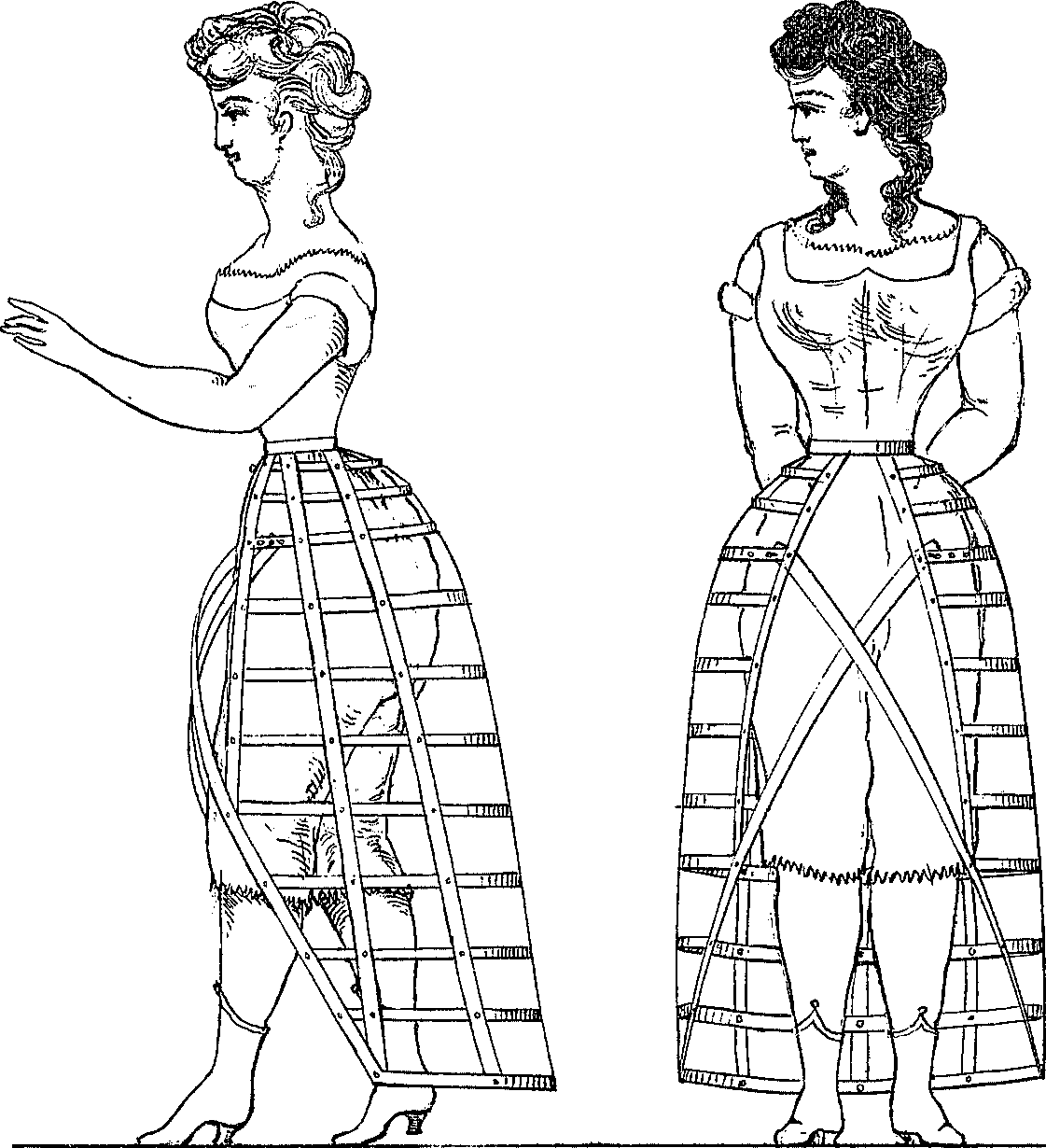
Tournure de 1872 ou « crinolette ».
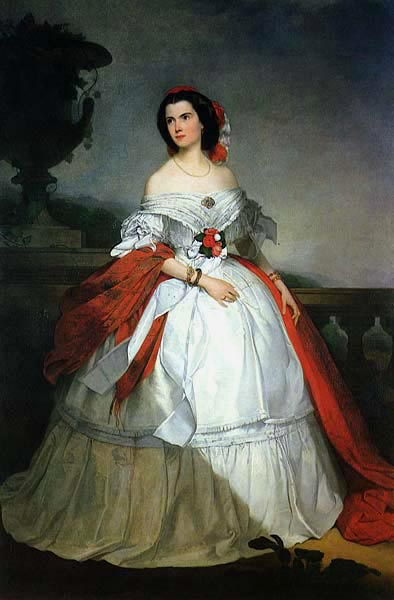
Crinoline, 1862
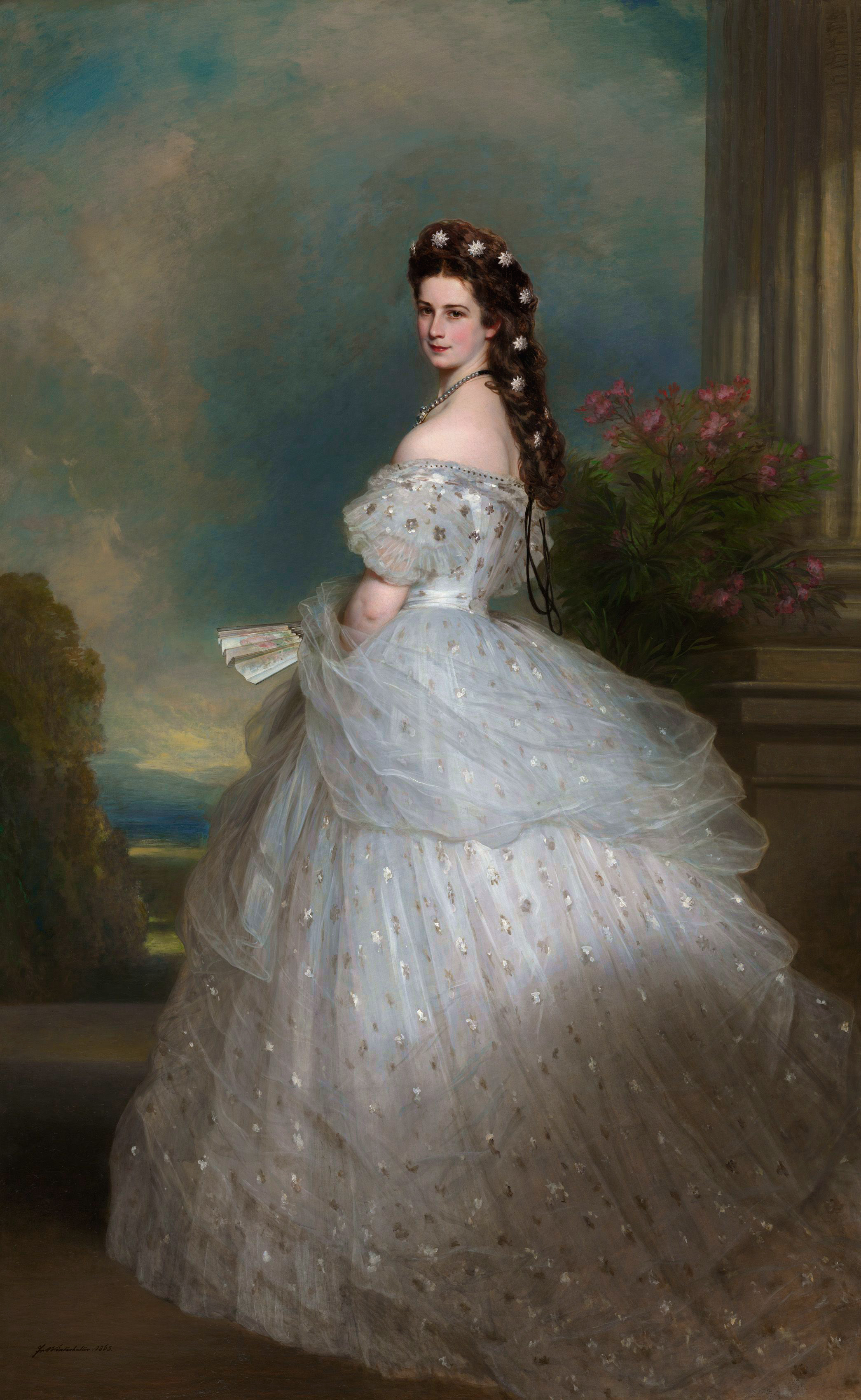
Robe du couturier Worth en 1865 avec bouffonnement arrière
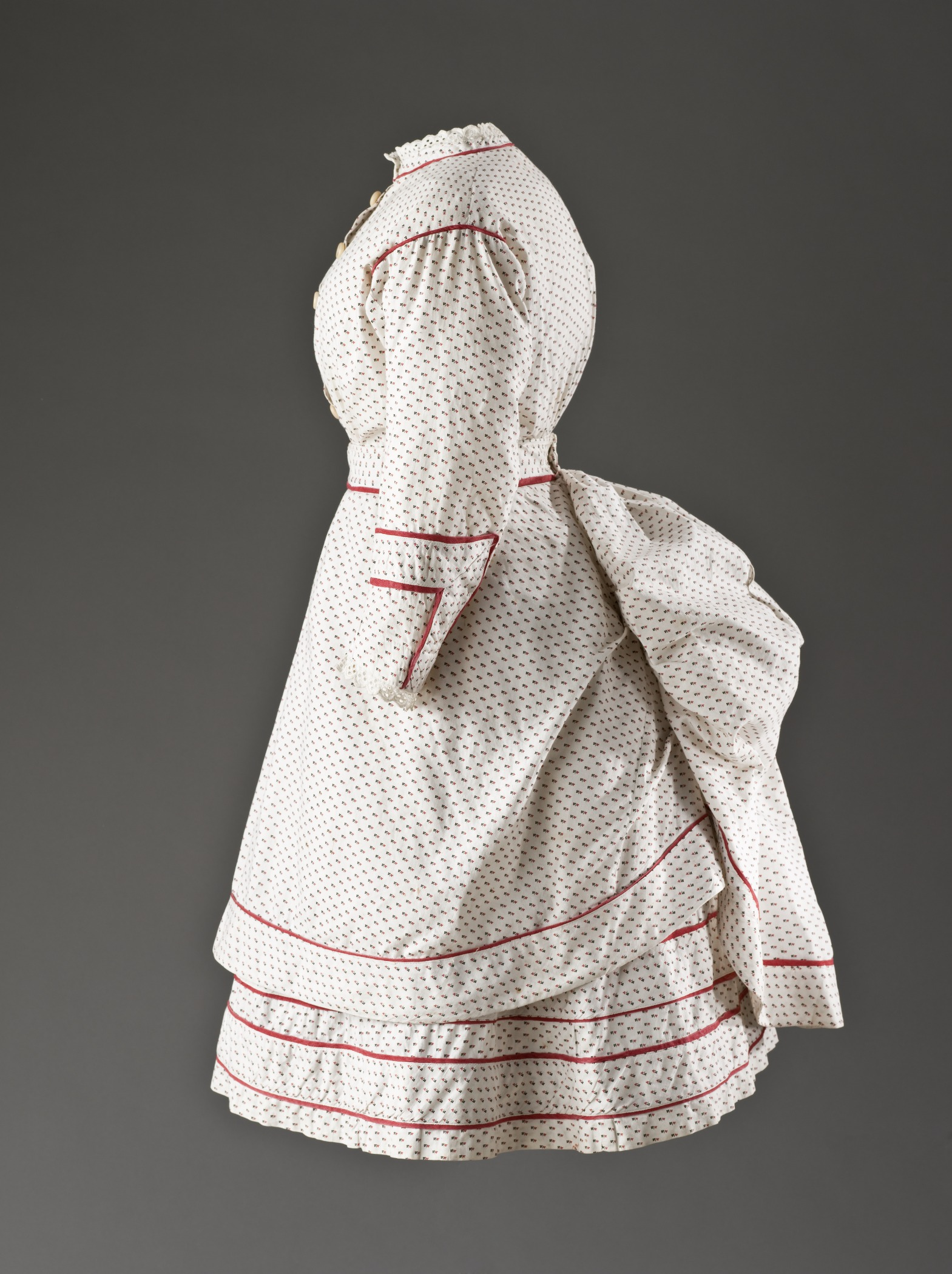
Soulignement des reins, Angleterre 1865/1870
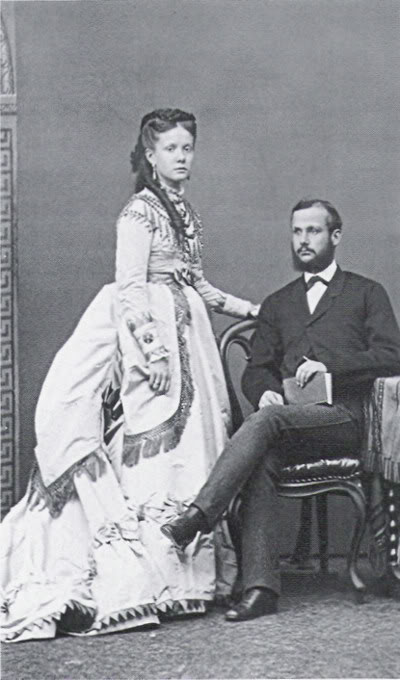
L'infante Isabelle en robe à tournure (1870)
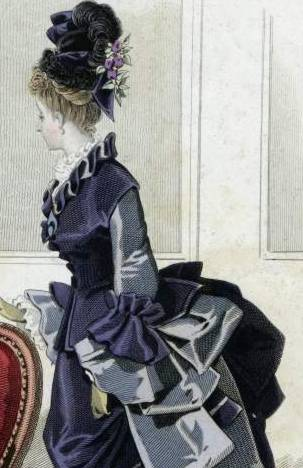
Robe de 1873 avec son pouf à l'arrière
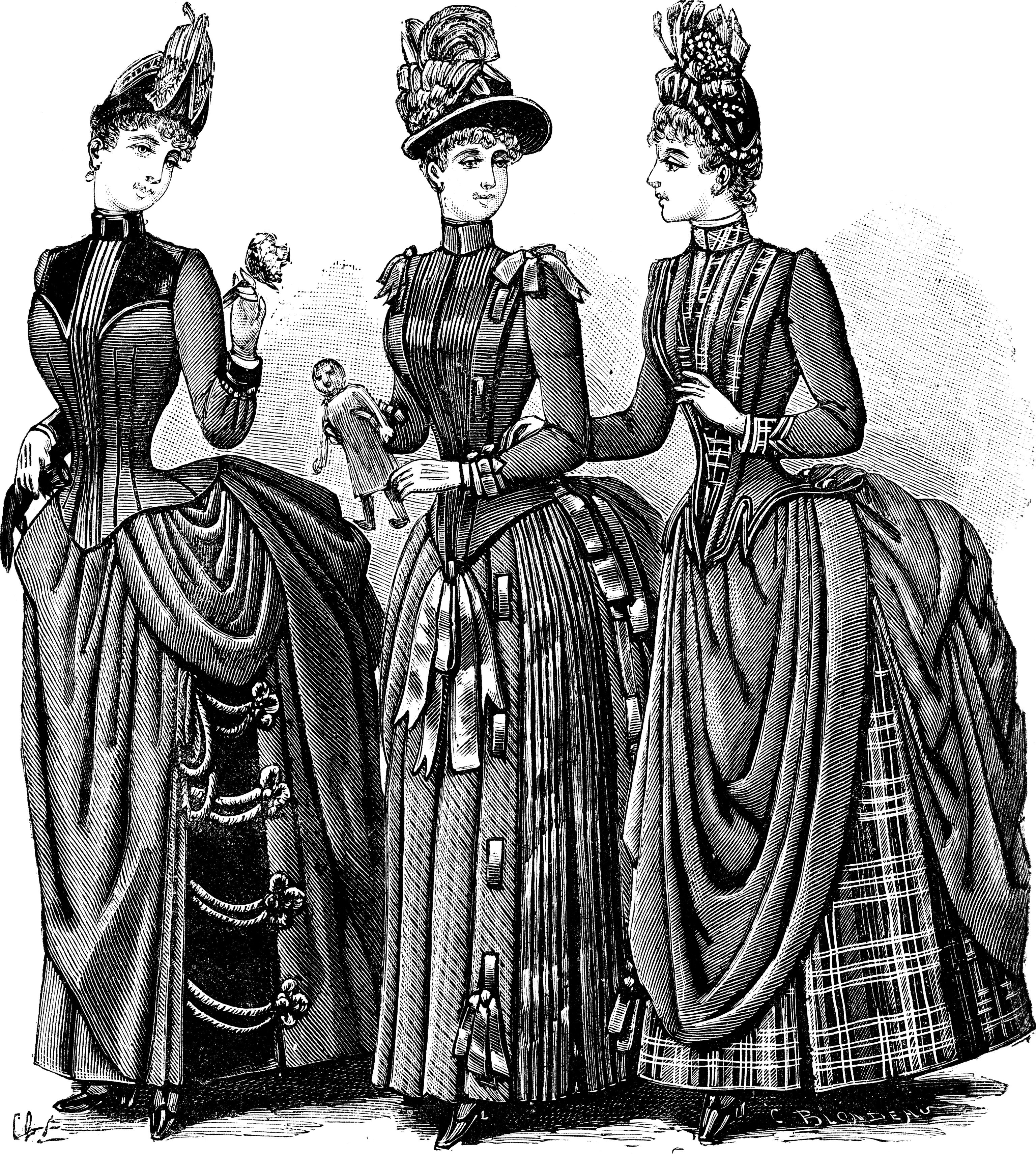
Tournure : Dessin de mode - Grands magasins - Paris 1887
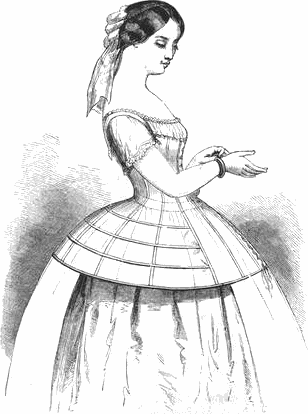
Crinoline (1859)
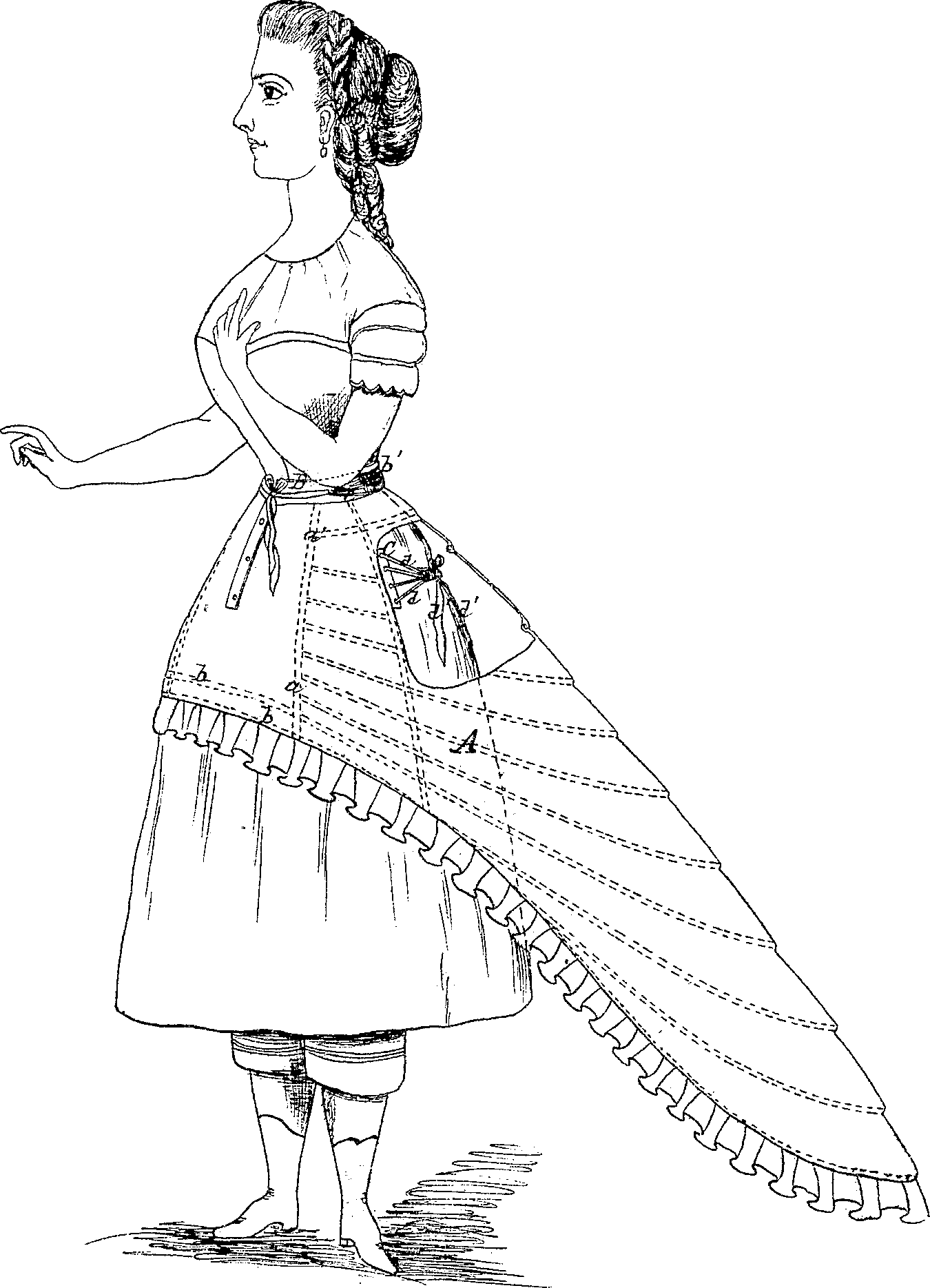
Début de la tournure en 1867 (demi crinoline ou crinolette)
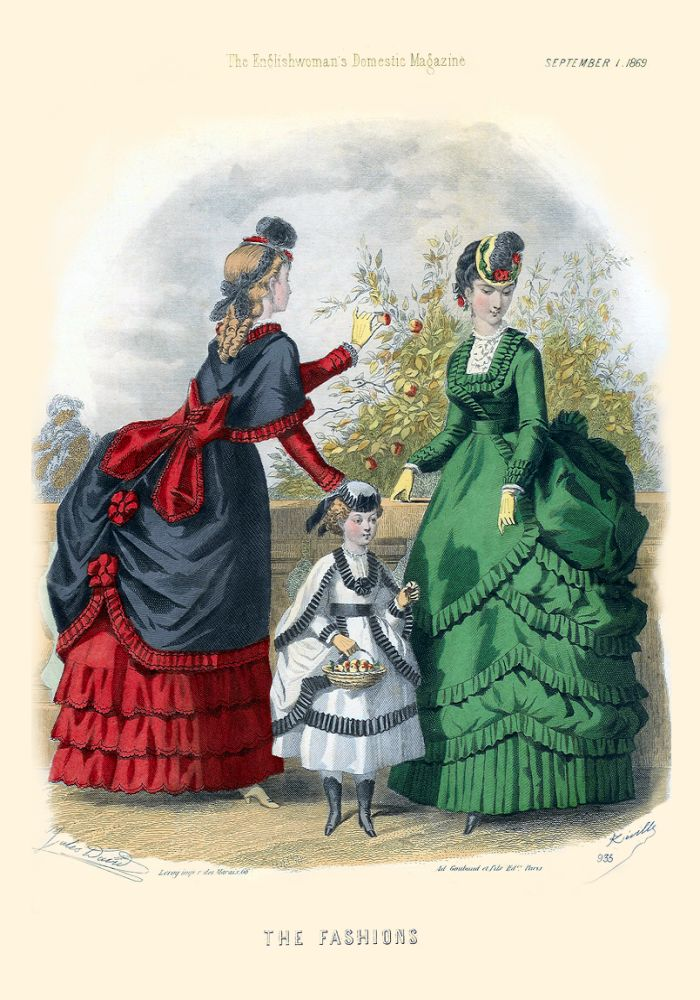
Les premières tournures (Angleterre, 1869, mode des gouvernantes d'enfants)
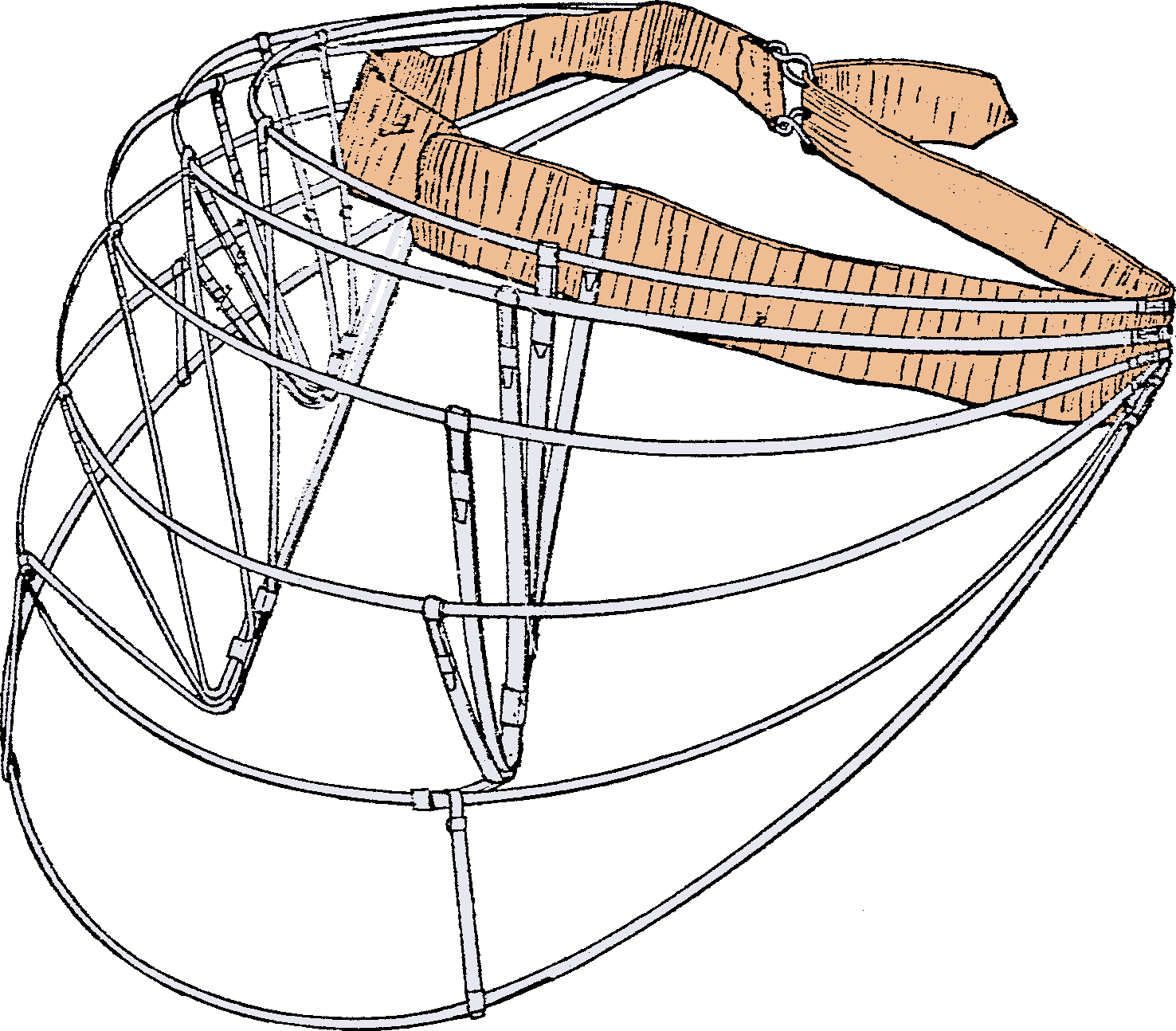
Structure arrondie de la première tournure (1871)
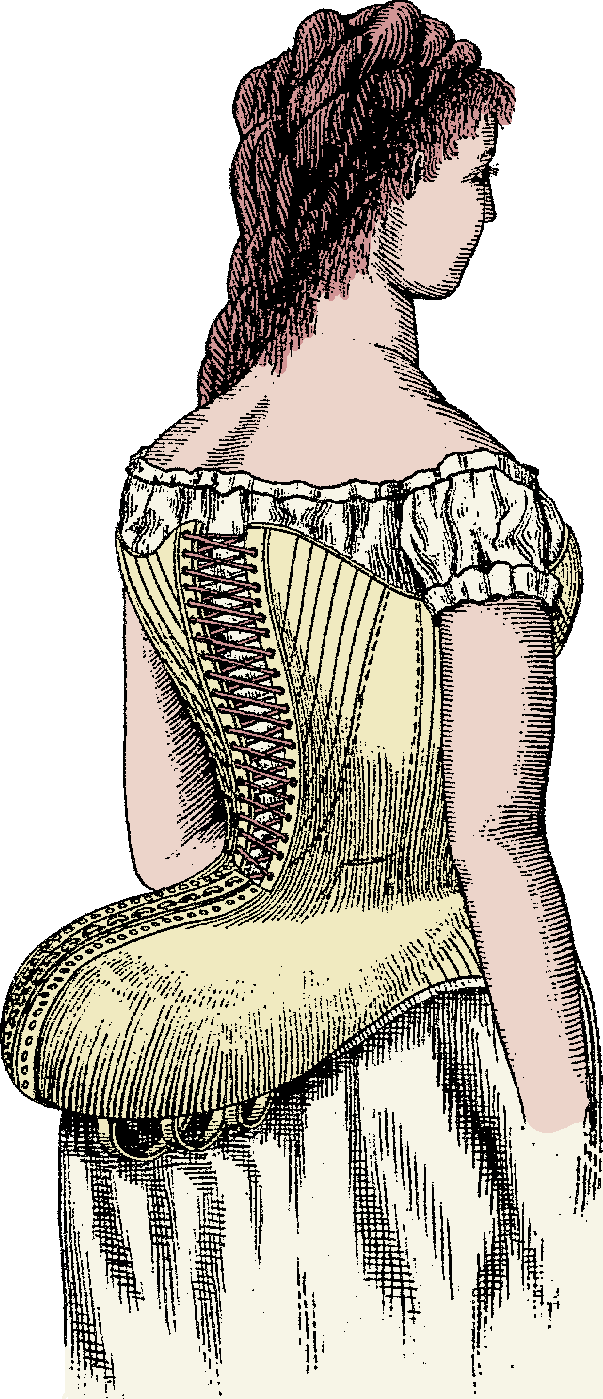
Deuxième tournure avec faux-cul prononcé (1883)

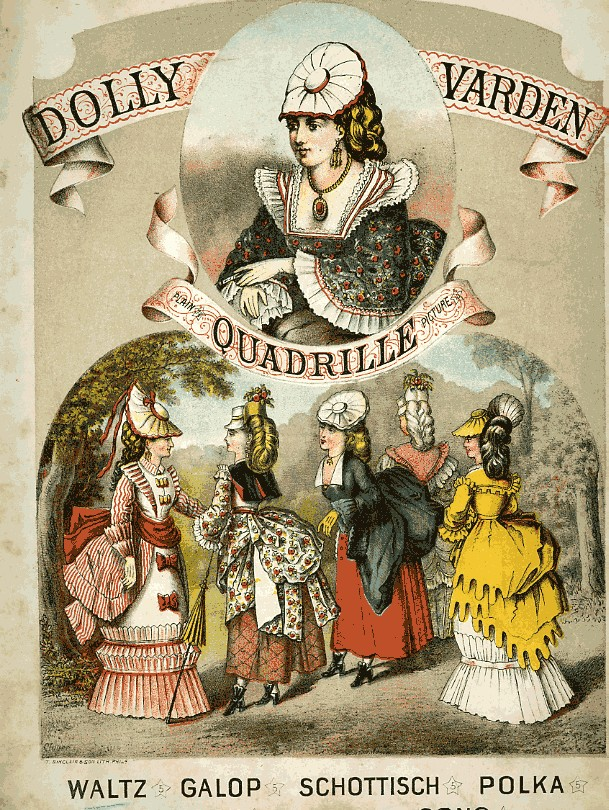
Robes à faux-culs, music-hall, Angleterre 1872

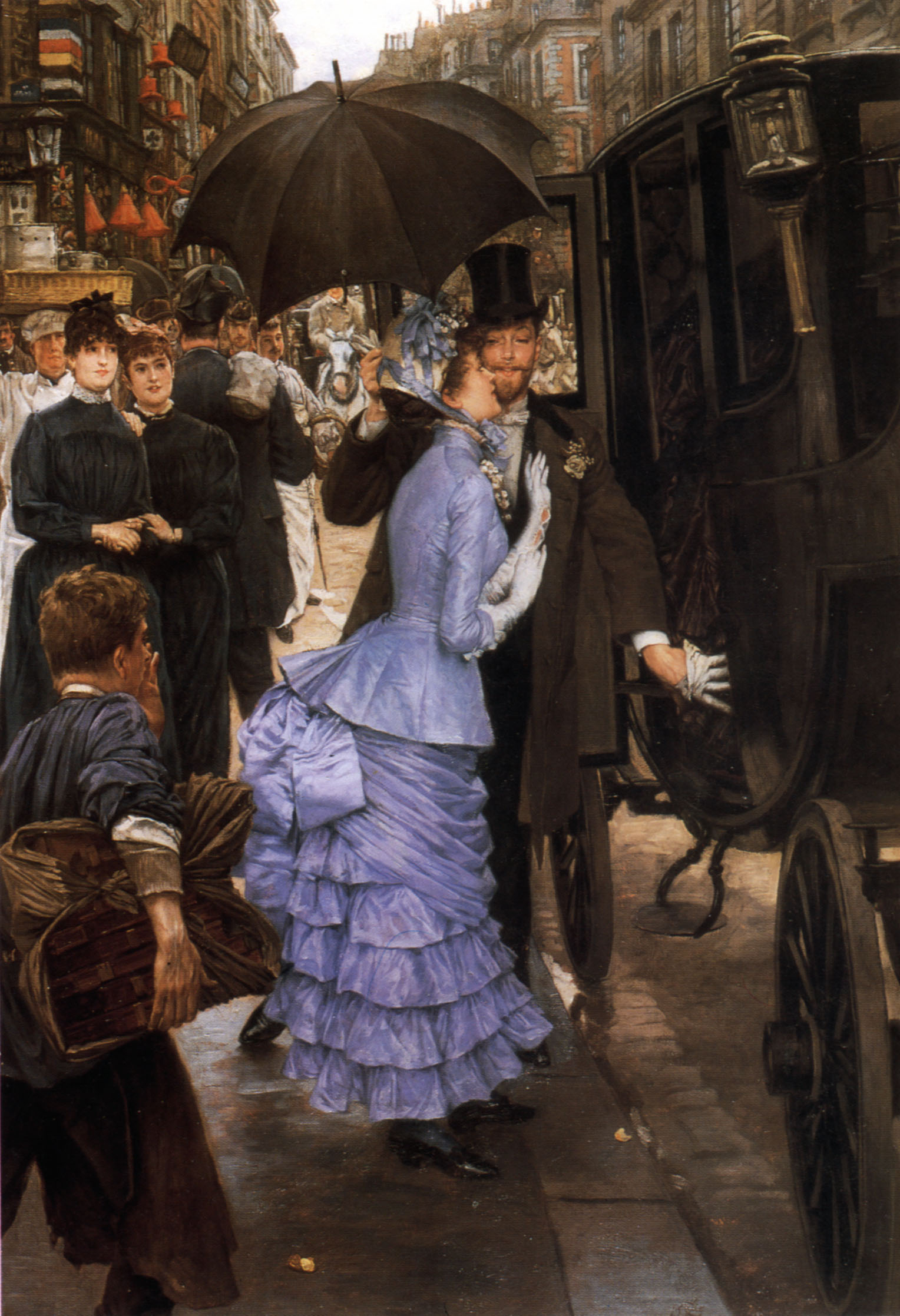
Robe des années 1883-1885 à queue d'écrevisse, James Tissot

La tournure et son faux-cul, peu commodes et moqués (on caricature la silhouette de la femme-oie ou de la femme-escargot, espèce nouvelle qui interroge Darwin...), disparaissent à partir de 1890 avec la mise en avant d'une silhouette en S où le corset allongé amincit violemment la taille et crée la cambrure des reins sans l’aide d'un rembourrage, laissant plus de liberté aux épaules et aux hanches. Elle renvoie à l'image de la femme de la deuxième moitié du XIXe siècle telle que l'ont représentée les plus grands peintres de l'époque (Claude Monet, Édouard Manet, James Tissot...) et continue à être employée au XXe siècle dans des robes d'apparat, en particulier dans les robes de mariée. 
Différents mots ont été utilisés pour nommer cet accessoire de mode comme « pouf ». Un exemple littéraire est retrouvé dans le portrait de Nana, du roman éponyme d'Émile Zola dont la scène se passe dans les dernières années du Second Empire : « Elle portait les couleurs de l’écurie Vandeuvres, bleu et blanc, dans une toilette extraordinaire : le petit corsage et la tunique de soie bleue collant sur le corps, relevés derrière les reins en un pouf énorme, ce qui dessinait les cuisses d’une façon hardie ». Le pouf est également nommé « cul-de-Paris » : le mot trop grivois a été marginalisé en français, mais il a été longtemps employé dans les autres pays d'Europe.
Cette mode féminine avec ces excès a fait à toutes les époques le bonheur des caricaturistes comme Daumier au XIXe siècle. 

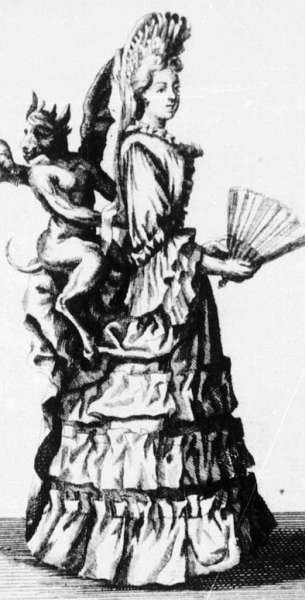
Caricature avec figure du diable (vers 1700)
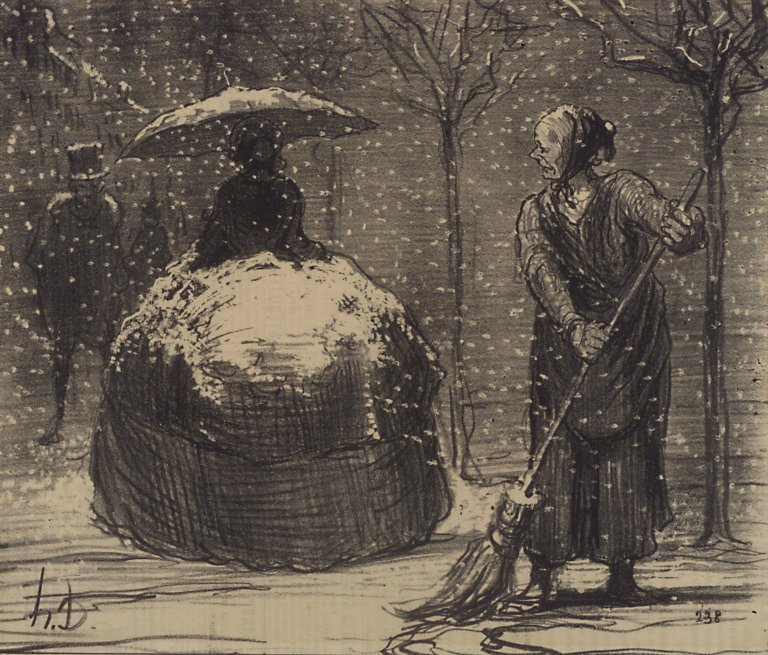
Daumier vers 1858
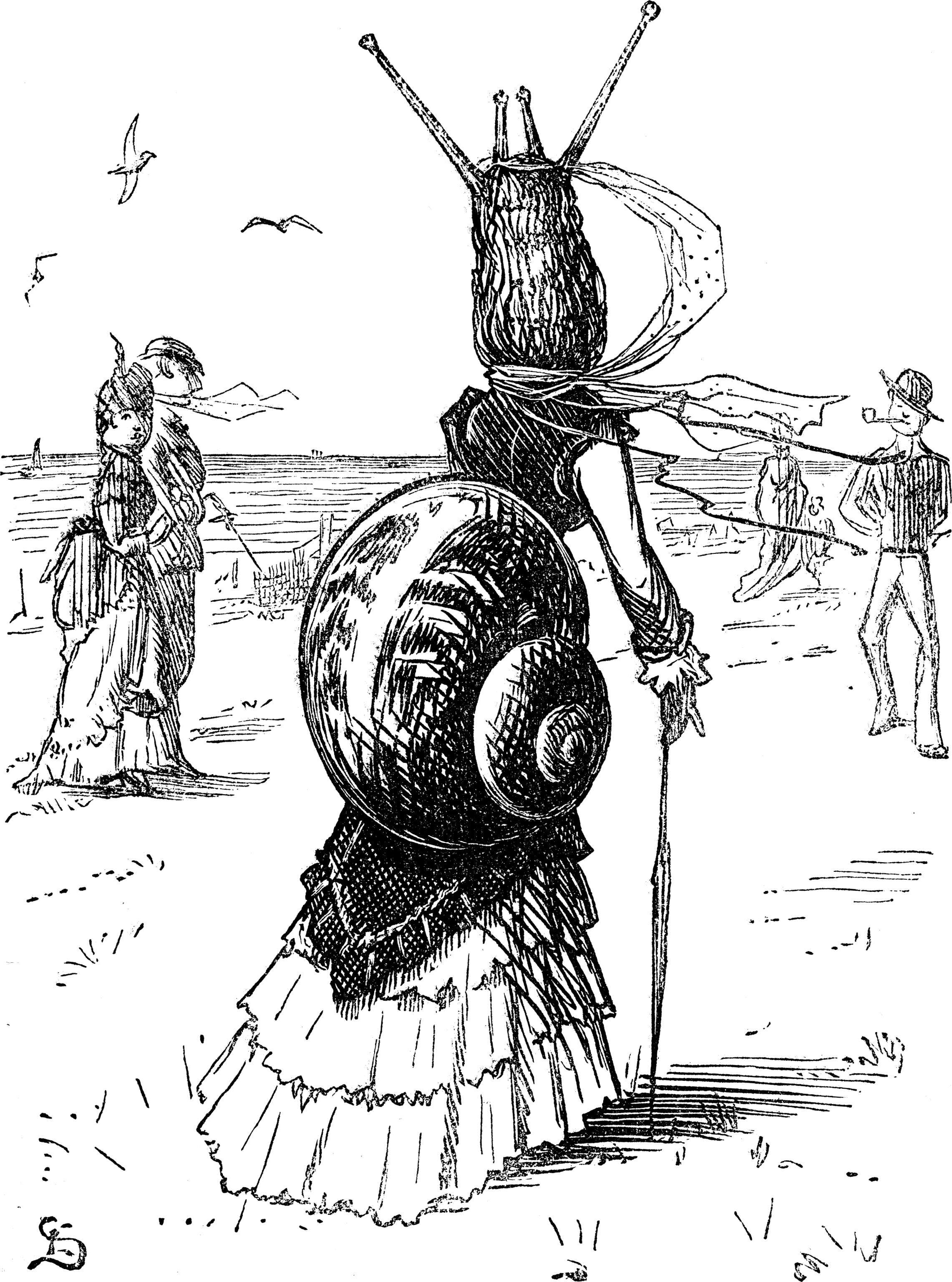
Femme escargot (1870)
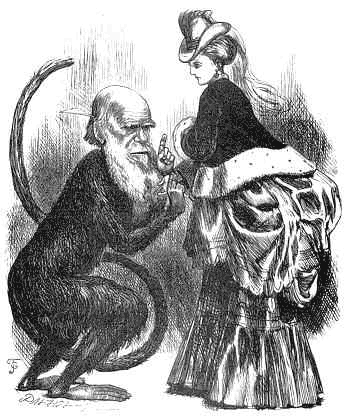
Caricature de Darwin contemplant une tournure, Angleterre, 1872
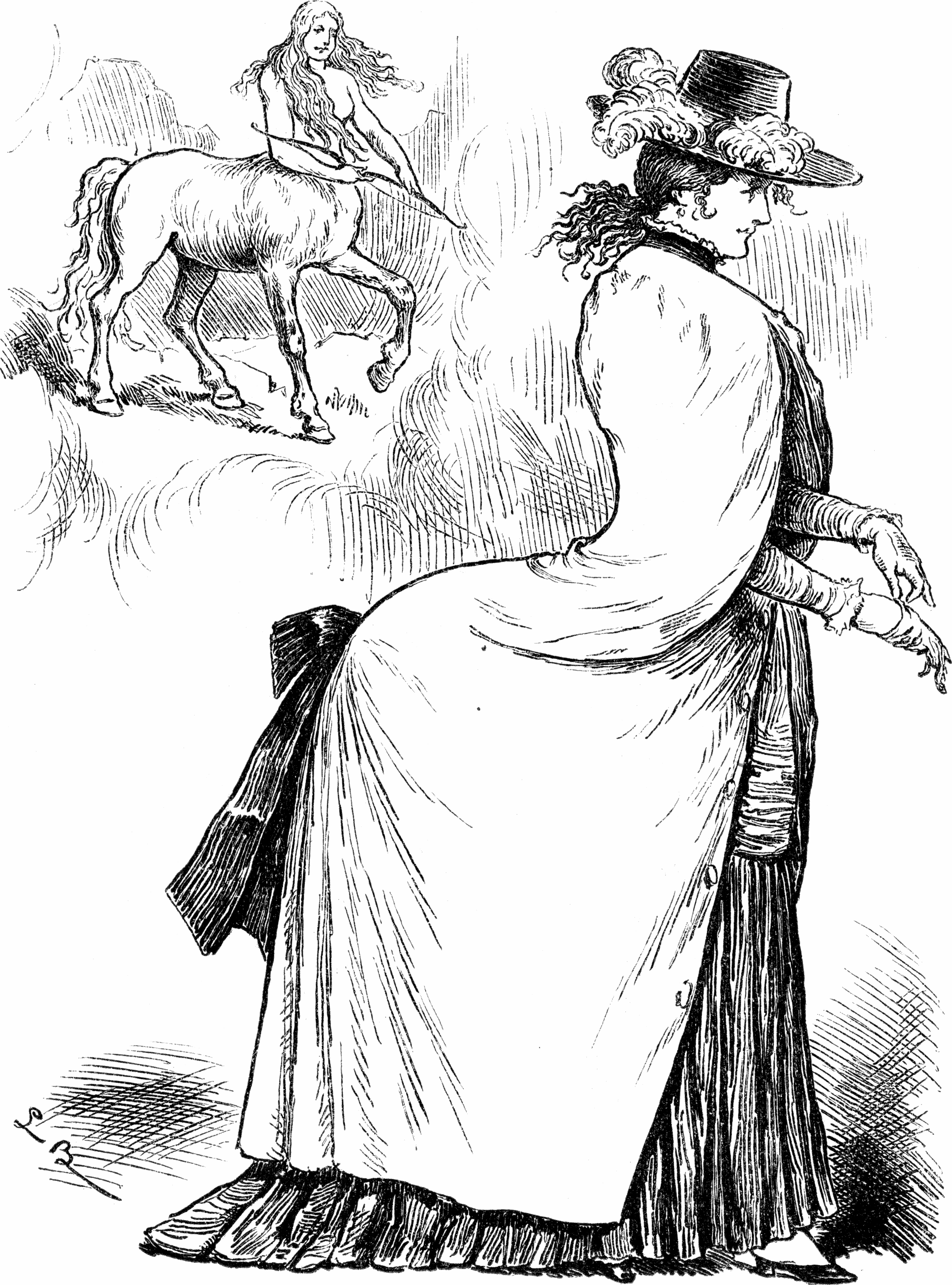
Caricature d'un journal allemand dans les années 1880

### Le «cul de Paris»

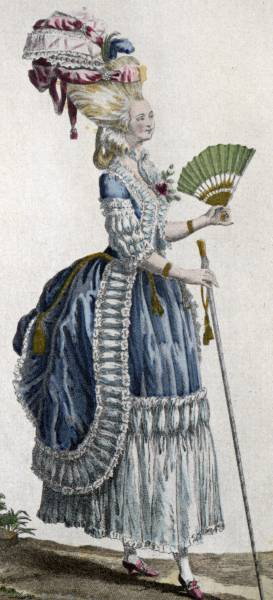
Cul de Paris vers 1775

De tout temps les Parisiennes ont eu grand renom de gaillardise en amour et en esprit : des expressions comme « Il n'est bon bec que de Paris » (Villon) et « cul de Paris » en témoignent. Cette dernière se trouve déjà dans un virelai d'Eustache Deschamps, poète du XIVe siècle (virelai 554 - vers 14-17.) qui fait le blason amusé du corps d'une jeune fille et « cul de Paris » y signifie « fessier rebondi » :
« J'ai de bons reins, ce m'est vis, (= à mon avis)
Bon dos, bon cul de Paris,
Cuisses et jambes bien faites;
Suis-je, suis-je, suis-je belle? »
Un sizain du XVIe siècle devenu proverbe populaire définit la beauté féminine idéale et utilise la même expression :
« Qui veust belle femme querre

Prenne visage d'Angleterre , 

Qui n'ait mammelles normandes , 

Mais bien un beau corps de Flandres , 

Enté sur un cul de Paris, 

Il aura femme à son devis. » 
(Qui veut obtenir une belle femme, qu'il prenne un visage d'Angleterre, et rejetant les seins des Normandes, qu'il prenne un beau corps de Flandres greffé sur un cul de Paris : il aura ainsi la femme désirée).
Le témoignage d'Henri Estienne à la fin du XVIe siècle montre la crudité du vocabulaire concernant les « culs postiches » déjà à la mode : « Quand une dame demandait son bourrelet pour sortir elle disait : apportez-moi mon cul, et que quelquefois on criait: on ne trouve point le cul de madame; le cul de madame est perdu....(qu’aucunes plus honnêtes appellent hausse-culs) ». Le terme subsiste à la fin du XVIIIe siècle : Madame de Genlis le signale en se montrant choquée quand elle raconte une anecdote de 1773 : « Cette mode, qui n'avait rapport qu'à l'habillement des femmes, consistait à se mettre par-derrière, au bas de la taille, et sur la croupe, un paquet plus ou moins gros, plus ou moins parfait de ressemblance, auquel on donnait sans détour le nom de cul ». 
La fin du XIXe siècle retrouve cette veine en exploitant la réputation polissonne de Paris : le mot composé « cul de Paris » désigne alors la pièce de lingerie féminine qui crée un fessier proéminent grâce à un accessoire particulier constitué d'un coussinet de crin ou d'un ressort spécial cousu sous la jupe comme dans un sommier avec un tissu tapissier très épais. L'origine parisienne de cette mode n'est pas certaine mais Paris était déjà le centre de la mode et on l'utilisait comme signe commercial dans toute l'Europe (il en est de même pour « jupon parisien » ou « culotte parisienne »...). Délaissé en France pour sa trivialité, le mot français « cul-de-Paris » persistera en Angleterre, en Allemagne ou en Italie avec sa connotation de féminité épanouie (voir articles de Wikipedia en allemand Cul de Paris et en néerlandais Cul de Paris).